# Великая восточноазиатская сфера сопроцветания
«Вели́кая восточноазиа́тская сфе́ра сопроцвета́ния» (яп. 大東亜共栄圏 дайто:a кё:эйкэн, кюдзитай: 大東亞共榮圈) — также известная как GEACPS, политическое клише, обозначающее паназиатский блок, созданный и продвигавшийся правительством и вооружёнными силами Японской империи в эпоху правления императора Хирохито. Проект основывался на желании создать в восточной Евразии «блок азиатских народов, возглавляемый Японией, и свободный от западных держав». Как утверждала официальная пропаганда, целью Японии являлось «сопроцветание» и мир в Восточной Азии, в свободе от западного колониализма.

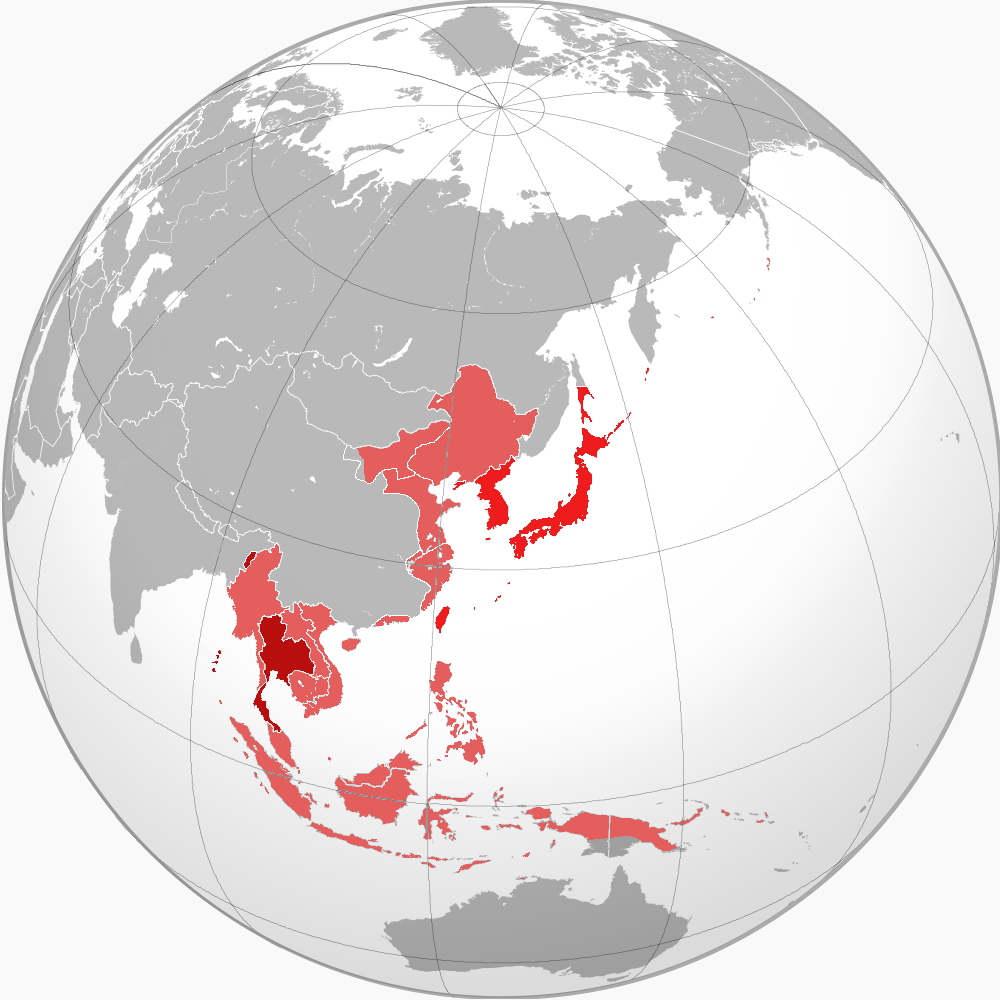
Карта Сферы при максимально достигнутой территории японской экспансии

Первоначально GEACPS охватывал Японию (включая аннексированную Корею), Маньчжоу-го и части Китая, однако с расширением военных действий на Тихом океане в состав сферы вошли территории Юго-Восточной Азии и западные области Индии. Впервые этот термин был введен министром иностранных дел Японии Хатиро Аритой 29 июня 1940 года.
Заявленные цели этого союза заключались в обеспечении экономической самодостаточности и сотрудничества между государствами-членами, а также в противодействии западному империализму и советскому коммунизму. Однако на практике милитаристы и националисты рассматривали его как инструмент пропаганды, направленный на утверждение японской гегемонии. Этот подход ярко отразился в документе, опубликованном Министерством здравоохранения и социального обеспечения Японии под названием «Исследование глобальной политики с расой Ямато в качестве ядра», продвигавшем идеи расового превосходства. Японские официальные лица открыто характеризовали Сферу совместного процветания Великой Восточной Азии как средство для «развития японской расы».
После окончания Второй мировой войны этот проект стал объектом критики и презрения со стороны союзников.

## Члены блока

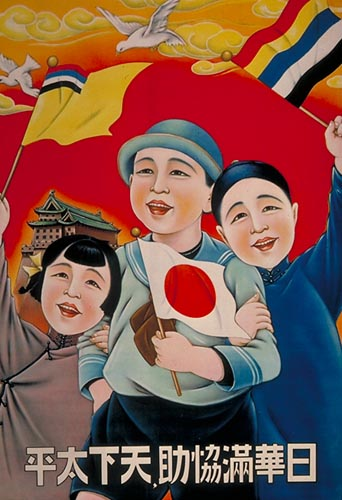
Японский пропагандистский плакат. «Содействие Японии, Китая и Маньчжурии создаёт мир под небом»

- Япония, а также марионеточные государства образованные японской военной администрацией на оккупированных территориях:
  -  Маньчжоу-Го с 27 сентября 1932 г.
  -  Мэнцзян (Внутренняя Монголия) с 27 сентября 1940 г.
  -  Китайская республика с 29 марта 1940 г.
  -  Государство Бирма с 1 августа 1943 г.
  -  Республика Филиппины с 14 октября 1943 г.
  -  Временное правительство свободной Индии с 21 октября 1943 г.
  -  Королевство Кампучия с 9 марта 1945 г.
  -  Вьетнамская империя с 11 марта 1945 г.
  -  Государство Лаос с 8 апреля 1945 г.

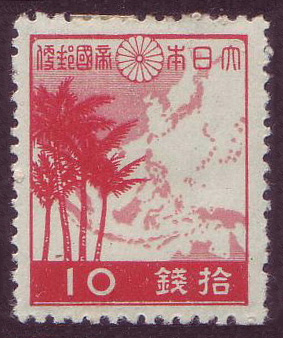
Японская марка 1942 г., показывающая экспансию Сферы

- Таиланд с 21 декабря 1941 г.

## Разработка концепции
Концепция объединённой Азии под японским руководством берёт своё начало ещё в XVI веке. Например, Тоётоми Хидэёси предлагал сделать Китай, Корею и Японию «единым целым». Более того, у Хидэёси были дальнейшие планы по экспансии в Индию, на Филиппины и другие острова Тихого океана. Современные представления этой идеи возникли в 1917 году. Во время обсуждения соглашения Лансинг–Исии Япония объясняла западным наблюдателям, что её экспансия в Азии аналогична доктрине Монро, принятой в США. Эта концепция оказала влияние на формирование идеи Великой восточноазиатской сферы совместного сопроцветания, а японская армия сравнивала её с коррелярной доктриной Рузвельта. Одной из причин, по которым Япония приняла курс на империализм, было решение внутренних проблем, таких как перенаселённость и нехватка ресурсов. Другой причиной было стремление противостоять западному империализму.
3 ноября 1938 года премьер-министр Фумимаро Коноэ и министр иностранных дел Хатиро Арита выступили с предложением о создании «Нового порядка в Восточной Азии» (東亜新秩序, Tōa Shin Chitsujo), ограниченного Японией, Китаем и марионеточным государством Маньчжоу-го. Они полагали, что данный союз преследует шесть целей:
1. Обеспечение постоянной стабильности в Восточной Азии;
2. Дружеские отношения с соседними государствами и соблюдение принципов международной справедливости;
3. Совместная защита от коммунизма;
4. Формирование новой культуры;
5. Экономическая сплочённость и сотрудничество;
6. Обеспечение мира во всём мире.

Размытость вышеуказанных положений способствовала формированию более благоприятного отношения к милитаризму и коллаборационизму.
29 июня 1940 года Хатиро Арита объявил в радиообращении о переименовании союза в «Великую восточноазиатскую сферу сопроцветания». Следуя совету Ёсукэ Мацуока, он сделал особый акцент на экономических аспектах. 1 августа Фумимаро Коноэ, продолжая использовать первоначальное название, расширил сферу союза, включив в неё территории Юго-Восточной Азии. 5 ноября Коноэ вновь подтвердил, что валютный блок Япония–Маньчжоу-го–Китай будет сохранён и подвергнется дальнейшему совершенствованию.

## История
Начало Второй мировой войны в Европе предоставило Японии благоприятную возможность для реализации целей Великой восточноазиатской сферы сопроцветания, поскольку западные державы и Китай были ослаблены военными действиями. Это позволило японцам беспрепятственно завоевывать территории в Юго-Восточной Азии, стремясь к эксплуатации их природных ресурсов. Однако в случае нерентабельности таких завоеваний японские власти призывали население, включая жителей метрополии, стойко переносить "экономические лишения" и предотвращать утечку ресурсов к противнику. При этом японская пропаганда подчеркивала моральное превосходство "духовного развития" над материализмом, который они приписывали западным державам.
После продвижения Японии во Французский Индокитай в 1940 году президент США Франклин Д. Рузвельт, осознавая полную зависимость Японии от внешних поставок природных ресурсов, распорядился ввести торговое эмбарго на сталь и нефть — критически важное сырьё для японской военной машины. Лишившись этих поставок, японские вооружённые силы оказались неспособны вести затяжные боевые действия. В ответ на эмбарго Япония приняла решение атаковать британские и голландские колонии в Юго-Восточной Азии в период с 7 по 19 декабря 1941 года, стремясь захватить необходимые ресурсы для ведения войны. Эти операции увенчались успехом, и японский политик Нобусукэ Киси заявил по радио, что обширные ресурсы новозавоёванных территорий теперь будут служить нуждам Японии.
В ходе военной кампании в Тихоокеанском регионе японская пропаганда активно использовала лозунги вроде «Азия для азиатов» и призывала к «освобождению» азиатских колоний от власти западных держав. Помимо этого, японские власти стремились заменить доминирование китайцев в сельскохозяйственном секторе Юго-Восточной Азии собственными иммигрантами, рассчитывая повысить экономическую ценность региона, поскольку китайское влияние вызывало недовольство среди местного населения. Затяжной характер Второй японо-китайской войны во многом объяснялся нехваткой ресурсов, однако японская пропаганда утверждала, что причиной этого являлся отказ западных держав снабжать японскую армию. На первых этапах вторжения японские войска нередко встречали восторженный приём на завоёванных территориях благодаря антизападным, а порой и антикитайским настроениям местных жителей. Однако последующая жестокая оккупационная политика привела к тому, что многие народы Юго-Восточной Азии стали воспринимать японцев хуже своих прежних колониальных правителей. Экономики оккупированных территорий были поставлены на службу военным нуждам Японии: один из членов японского кабинета заявил, что «ограничений нет. Это вражеские владения. Мы можем забрать их, делать с ними всё, что захотим». В результате эксплуатации и принудительного труда массово гибли местные жители. Например, во время строительства Бирма-Сиамской железной дороги в период японской оккупации погибло около 100 000 бирманских и малайских индийских рабочих. Иногда японские власти проявляли гибкость в отношении отдельных этнических групп. Например, китайские иммигранты могли избежать репрессий, если поддерживали военные усилия Японии, независимо от искренности их лояльности.

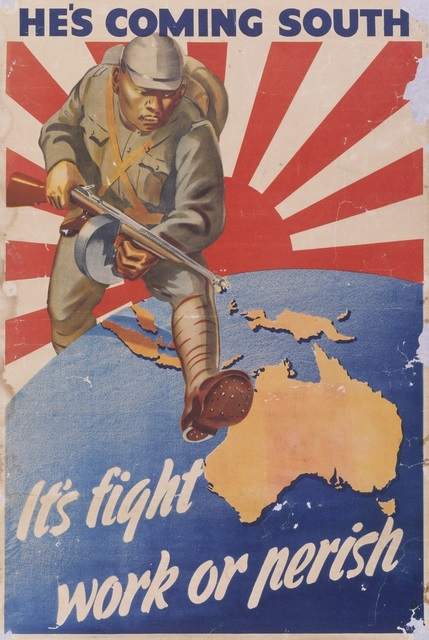
Австралийский пропагандистский плакат. «ОН ИДЁТ НА ЮГ. Тяжёлая работа или смерть»

Секретный документ «Исследование глобальной политики с японской расой в качестве ядра», завершённый в 1943 году для использования высокопоставленными чиновниками, закреплял положение Японии как ведущей силы Великой восточноазиатской сферы сопроцветания. В документе подчёркивалось, что Япония, как инициатор и сильнейшая военная держава региона, естественным образом займёт главенствующую роль, а другие народы окажутся под её «защитным зонтиком». Японская пропаганда сыграла ключевую роль в мобилизации населения на поддержку военных усилий, представляя экспансию страны как борьбу против западного колониального господства. Так, брошюра «Прочитай это, и война выиграна», предназначенная для японских военнослужащих, изображала колониализм как систему, в которой угнетающие колонисты живут в роскоши за счёт эксплуатации азиатского населения. Согласно японской идеологии, поскольку все азиаты были связаны «расовыми кровными узами» с японцами, но ослаблены колониальным гнётом, Япония брала на себя самоназначенную миссию «снова сделать из них людей» и освободить от западных угнетателей.
По словам министра иностранных дел Сигэнори Того, занимавшего этот пост в 1941–1942 и 1945 годах, успешное создание Великой восточноазиатской сферы сопроцветания укрепило бы статус Японии как лидера Восточной Азии. Он утверждал, что в таком случае сама эта сфера фактически станет синонимом Японской империи.
Также Японией рассматривался детальный проект вторжения в Северную Австралию. Всё население континента составляло на тот момент 7 миллионов человек, причём все основные города были расположены на южном и юго-восточном побережье; этот факт вызвал появление в Австралии проекта «Линии Брисбена», предполагавший отступление войск на юг и защиту линии Брисбен — Перт.

### Великая Восточноазиатская конференция

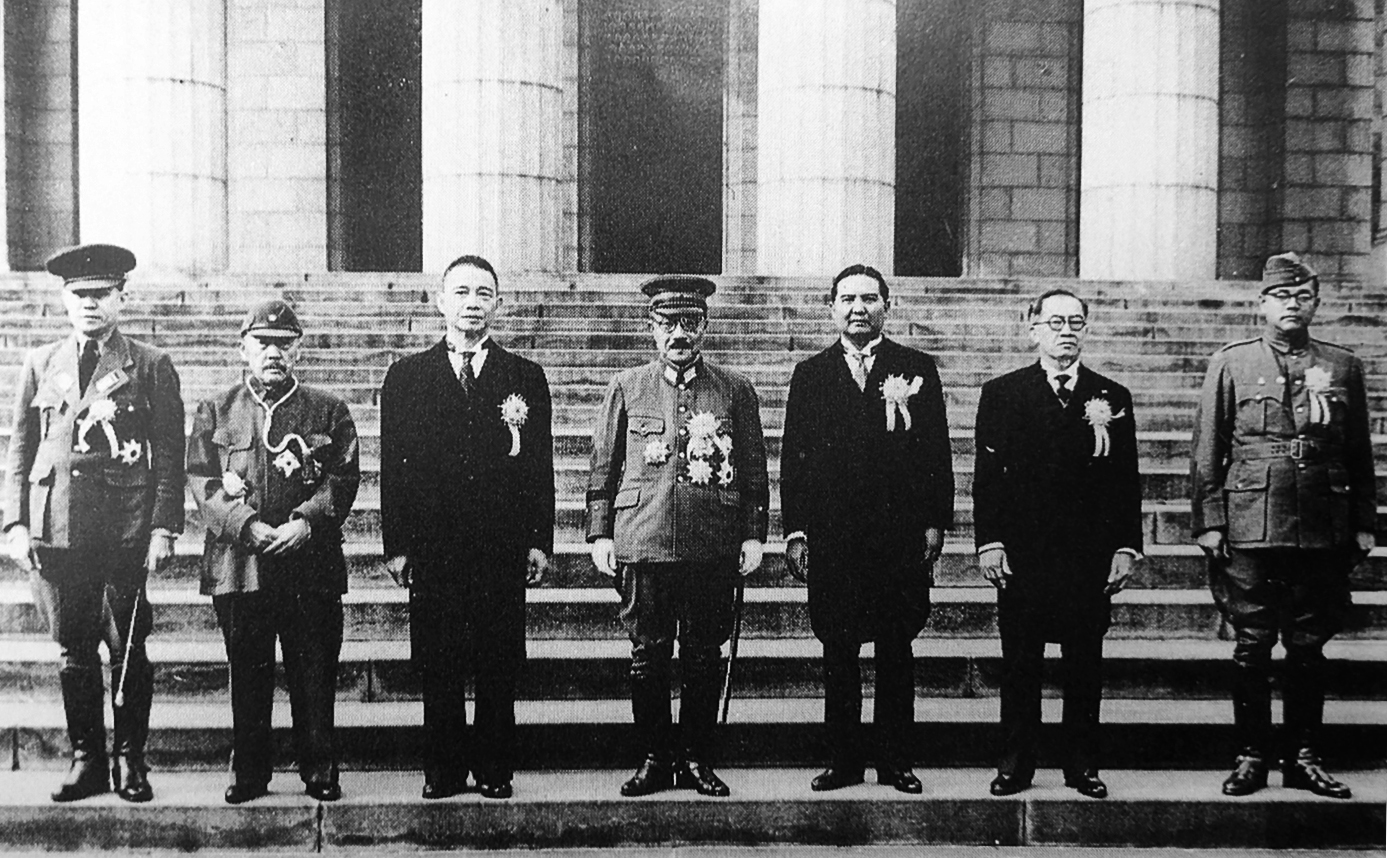
Конференция Великой Восточной Азии

Конференция Великой Восточной Азии, также известная как Токийская конференция, состоялась в Токио 5–6 ноября 1943 года. Япония приняла на ней глав государств различных членов Великой восточноазиатской сферы совместного процветания. Несмотря на заявленную цель укрепления сотрудничества, конференция носила преимущественно пропагандистский характер. Примечательно, что общим языком общения делегатов был английский.
На конференции Хидэки Тодзё поприветствовал делегатов речью, в которой восхвалял «духовную сущность» Азии как противопоставление «материалистической цивилизации» Запада. Встреча проходила под лозунгами солидарности и осуждения западного колониализма, однако не привела к разработке конкретных планов ни по экономическому развитию, ни по интеграции региона. Отсутствие военных представителей дополнительно снизило её значимость с военной точки зрения.
Совмещая риторику Вильсона с паназиатской идеологией, конференция преследовала две основные цели: укрепить приверженность некоторых азиатских стран военным усилиям Японии и улучшить её международный имидж. Однако на практике представители других государств, участвовавших в конференции, не обладали реальной независимостью и не рассматривались Японией как равноправные партнёры.
На конференции присутствовали следующие высокопоставленные лица:
- Хидэки Тодзё – премьер-министр Японской империи
- Чжан Цзинхуэй – премьер-министр Маньчжурской империи
- Ван Цзинвэй – президент Китайской Республики
- Ба Мо – глава государства Бирма
- Субхас Чандра Бос – глава государства Временного правительства Свободной Индии
- Хосе Лаурель – президент Республики Филиппины
- Принц Ван Вайтайакон – посланник от Королевства Таиланд

Эти лидеры представляли зависимые от Японии правительства, формально заявленные как независимые, но находившиеся под значительным японским влиянием.

### Имперское правление
Идеология японской колониальной империи, которая значительно расширилась во время войны, содержала два противоречивых импульса. С одной стороны, она проповедовала единство Великой восточноазиатской сферы сопроцветания — коалиции азиатских народов под руководством Японии в борьбе против западного империализма. Этот подход подчёркивал духовные ценности Востока как противопоставление «грубому материализму» Запада. На практике же управление новыми территориями основывалось на рационализме и технократическом подходе. Японцы назначали бюрократов и инженеров, которые руководствовались принципами эффективности, модернизации и инженерных решений социальных проблем. Японский язык был официальным языком бюрократии во всех регионах и преподавался в школах как национальный.
Япония создала марионеточные режимы в Маньчжурии и Китае, которые прекратили своё существование с окончанием войны. Императорская армия управляла большинством завоёванных территорий с беспощадной администрацией, но к Голландской Ост-Индии относилась более благосклонно. Главной целью было получение нефти, однако голландское колониальное правительство уничтожило нефтяные скважины. Тем не менее, японцы смогли отремонтировать и вновь открыть их в течение нескольких месяцев после завоевания. Большинство танкеров, перевозивших нефть в Японию, были потоплены подводными лодками ВМС США, что усилило нехватку нефти в Японии. В ответ Япония также поддерживала индонезийское националистическое движение, возглавляемое Сукарно. Сукарно пришёл к власти в конце 1940-х годов после нескольких лет борьбы с голландцами.

### Филиппины
Для создания экономической базы Сферы совместного процветания Великой Восточной Азии японская армия планировала использовать Филиппинские острова как источник сельскохозяйственной продукции, необходимой для японской промышленности. Например, у Японии был избыток сахара с Тайваня, но серьёзная нехватка хлопка, поэтому японцы пытались выращивать хлопок на сахарных плантациях. Однако это привело к катастрофическим последствиям, так как им не хватало семян, пестицидов и технических навыков для успешного выращивания хлопка. Безработные фермеры массово переезжали в города, где было мало рабочих мест и социальной помощи. Японская армия также пыталась использовать другие сельскохозяйственные ресурсы, такие как тростниковый сахар для производства топлива, касторовые бобы и копру для масла, деррис для хинина, хлопок для униформы и абаку для производства верёвок. Однако реализация этих планов была затруднена из-за ограниченных знаний, краха международных рынков, плохих погодных условий и нехватки транспорта. В итоге программа потерпела неудачу, почти не помогая японской промышленности, а также отвлекала ресурсы, необходимые для производства продовольствия. Как отмечает Стэнли Карнов, филиппинцы «быстро поняли, что 'совместное процветание' означало подчинение экономическим потребностям Японии».
Условия жизни на Филиппинах во время войны были крайне тяжёлыми. Транспорт между островами был затруднён из-за нехватки топлива, что усложняло поставки продовольствия и товаров. В результате, дефицит пищи привёл к периодическим голодовкам, а эпидемические заболевания унесли жизни сотен тысяч людей. В октябре 1943 года Япония объявила Филиппины независимой республикой. Вторая Филиппинская Республика, спонсируемая Японией и возглавляемая президентом Хосе П. Лаурелем, оказалась неэффективной и непопулярной, поскольку Япония сохраняла жёсткий контроль над внутренними делами страны.

### Падение
Сфера совместного процветания Великой Восточной Азии рухнула с капитуляцией Японии перед союзниками в сентябре 1945 года. Ба Мо, президент Бирмы военного времени под японским контролем, обвинил японских военных в провале Сферы совместного сопроцветания: 
«Милитаристы рассматривали всё исключительно с японской точки зрения и, что ещё хуже, настаивали, чтобы все, кто с ними взаимодействовал, поступали так же. Для них существовал только один способ делать что-либо — японский способ; только одна цель и интерес — японский интерес; только одна судьба для стран Восточной Азии — стать множеством Маньчжурий или Корей, навсегда привязанных к Японии. Эти расовые навязывания... делали любое настоящее взаимопонимание между японскими милитаристами и народами нашего региона практически невозможным».
Другими словами, Великая восточноазиатская сфера сопроцветания действовала не на благо всех азиатских стран, а в интересах Японии, и поэтому японцам не удалось заручиться поддержкой в других азиатских странах. В этот период в этих азиатских странах действительно возникли националистические движения, и эти националисты в определённой степени сотрудничали с японцами. Однако Уиллард Элсбри, почётный профессор политологии Университета Огайо, утверждает, что японское правительство и эти националистические лидеры так и не смогли выработать "реального единства интересов между двумя сторонами, [и] азиаты не испытывали подавляющего отчаяния от поражения Японии".
Вместе с тем, борьба с европейским колониализмом сочеталась с жестокостью самих японцев. Примерами этого являются Нанкинская резня 1937 года и формирование из женщин подчинённых Японии стран так называемых «батальонов комфорта».
По мнению Ябэ Тэйдзи, 

Восточноазиатская сфера процветания — обширная автономная зона обеспечения безопасности Японии и снабжения её необходимыми материальными ресурсами — должна была включать Северный Сахалин и Курилы на севере, Восточную Сибирь, Маньчжурию, Внутреннюю и Внешнюю Монголию, Китай и Тибет на западе, Голландскую Ост-Индию на юге и океан до Гавайских островов на востоке.
Неспособность Японии понять цели и интересы других стран, вовлечённых в Великую восточноазиатскую сферу сопроцветания, привела к слабому союзу стран, связанных с Японией только теоретически, а не духовно. Ба Мо утверждал, что Япония должна была действовать в соответствии с заявленными целями "Азия для азиатов". Он считал, что если бы Япония провозгласила этот принцип в начале войны и действовала в соответствии с этой идеей, она могла бы добиться совершенно иного результата. Никакое военное поражение не смогло бы тогда лишить её доверия и благодарности половины Азии или даже больше, и это имело бы огромное значение для обретения ею нового, великого и прочного места в послевоенном мире, в котором Азия начинала обретать себя.

## Пропагандистские усилия
Листовки сбрасывались с самолётов на Филиппины, Малайю, Северное Борнео, Саравак, Сингапур и Индонезию, призывая их присоединиться к движению. Во всех завоёванных землях были основаны взаимные культурные общества, чтобы завоевать расположение местных жителей и попытаться вытеснить английский язык японским как общеупотребительным. Многоязычные брошюры изображали множество азиатов, марширующих или работающих вместе в счастливом единстве, с флагами всех государств и картой, показывающей предполагаемую сферу. Другие утверждали, что они предоставили независимые правительства странам, которые они оккупировали, хотя это утверждение подрывалось отсутствием реальной власти у этих марионеточных правительств.
В Таиланде была построена улица для демонстрации этого, которая должна была быть заполнена современными зданиями и магазинами, но 9/10 её составляли ложные фасады. Сеть кинопроизводственных компаний, дистрибьюторских и выставочных компаний, спонсируемых Японией, простиралась по всей Японской империи и коллективно называлась Великой восточноазиатской кинематографической сферой. Эти киноцентры массово производили короткометражки, кинохроники и полнометражные фильмы, чтобы способствовать изучению японского языка и сотрудничеству с японскими колониальными властями.

## Проектируемый территориальный охват

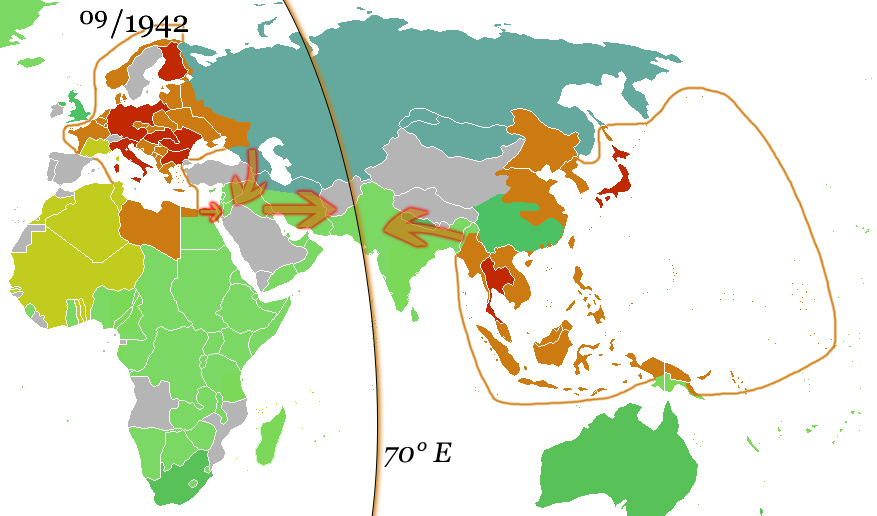
Согласованное нацистской Германией, Фашистской Италией и Японской империей разделение Евразии по 70° восточной долготы

До эскалации Второй мировой войны на Тихий океан и Восточную Азию японские планировщики считали само собой разумеющимся, что завоевания, достигнутые в предыдущих войнах Японии с Россией (Южный Сахалин и Квантун), Германией (Южный Тихоокеанский мандат) и Китаем (Маньчжурия), будут сохранены, а также Корея (Корея под властью Японии), Тайвань (Республика Тайвань (1895)), недавно захваченные дополнительные части Китая и оккупированный Французский Индокитай.

### План распределения земель
План распределения земель в Великой восточноазиатской сфере сопроцветания, составленный в декабре 1941 года Исследовательским отделом Министерства войны, представлял собой документ, раскрывающий географические масштабы амбициозного японского проекта. Этот документ был подготовлен с согласия и под указаниями министра войны (позже премьер-министра) Хидэки Тодзё. План распределения земель в Великой восточноазиатской сфере сопроцветания предусматривал не только сохранение существующих марионеточных правительств в Маньчжоу-го, Мэнцзяне и под контролем режима Ван Цзинвэя, но и дальнейшее расширение японского влияния. В нем описывалось завоевание обширных территорий, охватывающих почти всю Восточную Азию и Тихий океан. План также включал в себя идеи о присоединении значительных частей Западного полушария, включая такие удалённые районы, как Южная Америка и восточную часть Карибского бассейна.
Хотя предполагаемое расширение Сферы совместного процветания было чрезвычайно амбициозным, японская цель во время "Великой восточной азиатской войны" заключалась не в том, чтобы сразу завоевать всю территорию, обозначенную в плане, а в подготовке к решающей войне через примерно 20 лет, захватив азиатские колонии побеждённых европейских держав, а также Филиппины у США. Когда Тодзё выступал по поводу плана в Палате пэров, он был неясен относительно долгосрочных перспектив, но намекал, что Филиппины и Бирма могут получить независимость, хотя важнейшие территории, такие как Гонконг, останутся под японским контролем.
Микронезийские острова, которые были захвачены у Германии в Первой мировой войне и переданы Японии как мандаты класса C, а именно Марианские, Каролинские, Маршалловы острова и несколько других, не включены в этот проект. Эти территории стали предметом ранее проведённых переговоров с немцами и ожидалось, что они официально будут переданы Японии в обмен на экономические и денежные компенсации.
План разделял будущую Японскую империю на две разные группы. Первая группа включала территории, которые должны были стать частью Японии или находиться под её прямым управлением. Вторая группа — это территории, которые попадали под контроль ряда строго контролируемых прояпонских вассальных государств по модели Маньчжоу-го, как номинально "независимые" члены Великой Восточной Азии.
Части плана зависели от успешных переговоров с нацистской Германией и мировой победы стран Оси. После того как Германия и Италия объявили войну США 11 декабря 1941 года, Япония представила немцам проект военной конвенции, которая специально делила азиатский континент вдоль 70-го меридиана восточной долготы. Эта линия, проходившая на юг через арктическое устье реки Обь, затем на юг, восточнее Хоста в Афганистане и направляясь в Индийский океан к западу от Раджкота в Индии, разделяла бы территорию Lebensraum im Osten Германии и территорию Spazio vitale Италии на западе от неё, а также Сферу совместного процветания Великой Восточной Азии Японии и её другие районы на востоке. План Третьего Рейха по укреплению восточных границ своей территории Lebensraum, за которыми располагались бы северо-западные пограничные районы Сферы совместного процветания в Восточной Азии, включал создание "живой стены" из общин Wehrbauer ("солдатско-крестьян"), защищающих её. Однако неизвестно, проводились ли страны Оси официальные переговоры о возможной, дополнительной второй линии демаркации, которая разделяла бы Западное полушарие.

## Интересные факты
- В романе «Железная пята» 1908 года Джек Лондон предсказывает лозунг «Азия для азиатов» (Asia for the Asiatics). Также описано стремление страны к господству во всей Азии.
- Чхве Нам Сон, один из основателей и лидеров корейского движения против японской колонизации, к концу жизни стал активным сторонником японской колониальной экспансии.